# EmiLy
EmiLy（エミリ）／EmiLy Hashimoto（2023年以降はemily hashimoto表記）は、神奈川県小田原市出身の日本のシンガーソングライター・作詞家・作曲家・コラムニスト（現在連載は終了している）。YAMAHA・Switch Style・icecreaMusic所属。

## 来歴
- 神奈川県小田原市出身のシンガーソングライター。
- 本名は橋本 絵美利はしもと えみり）。この本名で作詞・作曲をしている。
- 9歳からドラムを習いドラマーを目指していたが、高校生の時に曲作りを始め、歌に目覚める。
- 2006年：YAMAHAの音楽サイトで『ワガママ』がダウンロード1位となる。
- 2007年：YAMAHA×SwitchStyleのコンピレーションに参加。（このコンピレーションアルバムは羊毛とおはなのHANAも参加している。
- 2008年1月：フルアルバム『Honey Moon』でメジャーデビュー。
- 2008年：ZIP-FM主催SAKAE SP-RING 2008に出演。
- 2009年：大阪MINAMI WHEEL2009に出演。
- 2010年：ZIP-FM主催SAKAE SP-RING 2010に出演。
- 2011年5月：2ndアルバム『tear drop』発売。
- 2011年6月：ZIP-FM主催SAKAE SP-RING 2011に出演。
- 2011年10月：メルヘソ5th AnniversaryParty!!に出演。篠原ともえ／√thumm／EeL with リトルプリンスオーケストラ／spoon+／Chupi*Chupi／ポニ×カル／グルーヴあんちゃんらが出演。
- 2014年10月：デジタルシングル『EmiLyちゃんのリボン』をリリース。
- 2014年11月：3rdアルバム『colorful ribbon』をリリース。
- 2015年12月：アイドルグループ、スルースキルズ（ロンドンブーツ1号2号の田村淳プロデュース）に楽曲提供。
- 2018年：配信シングル「愛の雨粒」をリリース
- 2018年：配信シングル「BPM=70」をリリース
- 2019年：住まいるホーム×TOTO ショールームのWEB CMに楽曲提供・出演・ナレーションを担当
- 2021年：配信シングル「花粉症」をリリース
- 2023年4月：ラジオ番組「EmiLyのおしゃれフリーク」全国27局で放送開始
- 2023年10月：ラジオ番組「EmiLyのおしゃれフリーク」全国31局となる
- 2023年10月：配信シングル「楓 -kaede-」をsymphony blue labelよりリリース
- 2024年2月：ラジオ番組「EmiLyのおしゃれフリーク」全国32局となる

- 脚本家小鶴乃哩子が監督を務めた映画作品に、楽曲提供や脇役で出演をしている
- トリスハイボールのTVCM（BBQ編）に出演

## 音楽性
- girly&sweetな世界観を表現するアーティスト
- 自身のラジオ番組ではシティ・ポップ、渋谷系、フレンチ・ポップスが好きと語っている
- 小沢健二と川本真琴の大ファン。
- 渋谷系の音楽が好きなことから、エイプリルズとも交流がある。エイプリルズのナカマノリヒサとMVを制作。イマイケンタロウが2ndアルバムtear dropの1曲目「エイル」と9曲目「おやすみ」、3rdアルバムcolorful ribbonの1曲目「カラフルリボン」4曲目「クリスマスの夜は」を編曲している。
- ロシュフォールの恋人たちなどの、フランス映画の音楽が好きとブログやLIVEで語っている。

## 人物
- 自他ともに認めるアイス好き。一日3アイスする。ブログにはiceという項目があり、曲にもしてしまうほど。
- ライブ前はいつも吐きそうになったり、手足が震えるほど緊張している。
- 弾ける楽器はドラム、打楽器全般、基本的なギターとピアノ。
- 作曲時はlogicを使用。PCはMac。誰かに楽曲を提供する気持ちで作詞作曲する[1]。
- 曲を作るときは、歌詞・メロディ・風景が出てきて、それを書き留めてから、コードを付ける。
- 撮影の時はセルフメイク・セルフスタイリング。CDのジャケットデザインもこなす。
- 書道師範の免許を持っていて、字を書くことが好き[2]。
- ファッションブランドMILKの店長をしていた[1]こともあり、MILKや60年代のファッションを好んで着ている。
- 父の影響で、古い喫茶店が好き。（お気に入りは鎌倉のミルクホールと高円寺のネルケン、阿佐ヶ谷のヴィオロンなど）1stアルバム『Honey Moon』の中に“パパがよく行く喫茶店”という曲があるが、これは小田原にある『エプーゼ』という喫茶店が舞台となっている。

## ディスコグラフィ

### 配信シングル
- 2008年 Honey Moon EP
- 2014年 EmiLyちゃんのリボン
- 2018年 愛の雨粒
- 2018年 BPM=70
- 2021年 花粉症
- 2023年 楓 - kaede -

### アルバム
|                   | リリース日     | タイトル                                        | レーベル           |
| ----------------- | -------------- | ----------------------------------------------- | ------------------ |
| compilation album | 2007年4月      | あの日にかえりたい 原田真二のキャンディをカバー | YAMAHA×SwitchStyle |
| 1st album         | 2008年1月23日  | Honey Moon                                      | SwitchStyle        |
| 2nd album         | 2011年5月25日  | tear drop                                       | Can you fly disc.  |
| 3rd album         | 2014年11月26日 | Colorful Ribbon                                 | icecreaMusic       |

## MV
| タイトル                                 | 監督                           | URL                                         |
| ---------------------------------------- | ------------------------------ | ------------------------------------------- |
| 蜜月(ハニイムン)                         | ナカマノリヒサ（エイプリルズ） | https://www.youtube.com/watch?v=e9uqbCKNyiI |
| ティアドロップ                           | ナカマノリヒサ（エイプリルズ） | https://www.youtube.com/watch?v=ZJkIejH1g8I |
| カラフルリボン                           | ナカマノリヒサ（エイプリルズ） | https://www.youtube.com/watch?v=QVub89jSs3w |
| ぼくらが旅に出る理由（小沢健二カバー曲） | 安本奈緒子                     | https://www.youtube.com/watch?v=uu6KItt6-s8 |
| 魔法の手                                 | 安本奈緒子                     | https://www.youtube.com/watch?v=rPFx0jT4A7I |
| 愛の雨粒                                 | 安本奈緒子                     | https://www.youtube.com/watch?v=LKbsLEmyozk |

### 雑誌
- フリーペーパー into 「milky way」（コラム連載終了）
- MARQUEE 2008年2月号
- MARQUEE 2011年6月号

## メディア出演

### ラジオ
- EmiLyのおしゃれフリーク（2023年4月 - 、ジェイクランプ制作・コミュニティFM局ネット）
- EmilyのMusicCafe「UUナイトアワー内」（FMうしくうれしく放送制作）

## 関連ミュージシャン
- 青木慶則（HARCO）（レーベルオーナー）
- イマイケンタロウ（エイプリルズ）（編曲）
- 西川進（編曲）
- 奥田英貴（Sucrette）（編曲）
- 釆原史明（編曲・ミックス・マスタリング）
- 小川タカシ（編曲）
- 加藤智子（編曲・ピアノ）
- 嶌岡大祐（ピアノ）
- 清野雄翔（ピアノ）
- furani（ピアノ）
- 下村祐一郎（ピアノ・ギター）
- 石川洋（ドラム）
- 鈴木渉（ベース）
- 愛沢まり(たをやめオルケスタ)（ベース）
- カンバス（ギター・ベース）
- グルーヴあんちゃん